# Lesteva sicula
Lesteva sicula är en skalbaggsart som beskrevs av Wilhelm Ferdinand Erichson 1840. Lesteva sicula ingår i släktet Lesteva, och familjen kortvingar. Arten är reproducerande i Sverige.